# 5 000 mètres féminin aux championnats du monde d'athlétisme 2009
Navigation
Osaka 2007 Daegu 2011
L'épreuve du 5 000 mètres féminin des championnats du monde de 2009 se déroule les 19 et 22 août 2009 dans le Stade olympique de Berlin. Elle est remportée par la Kényane Vivian Cheruiyot.

## Critères de qualification
Pour se qualifier (minima A), il faut avoir réalisé moins de 15 min 10 s 00 du 1er janvier 2008 au 3 août 2009. Le minima B est de 15 min 25 s 00.

## Finale
La finale est programmée le 22 août 2009 à 19 h 35.
| Rang               | Athlète                  | Temps               |
| ------------------ | ------------------------ | ------------------- |
| Médaille d'or      | Vivian Cheruiyot         | 14 min 57 s 97      |
| Médaille d'argent  | Sylvia Jebiwott Kibet    | 14 min 58 s 33      |
| Médaille de bronze | Meseret Defar            | 14 min 58 s 41      |
| 4                  | Sentayehu Ejigu          | 15 min 03 s 38      |
| 5                  | Meselech Melkamu         | 15 min 03 s 72      |
| 6                  | Iness Chepkesis Chenonge | 15 min 06 s 06      |
| 7                  | Silvia Weissteiner       | 15 min 09 s 74 (SB) |
| 8                  | Genzebe Dibaba           | 15 min 11 s 12      |
| 9                  | Jennifer Rhines          | 15 min 11 s 63      |
| 10                 | Sara Moreira             | 15 min 12 s 22      |
| 11                 | Yuriko Kobayashi         | 15 min 12 s 44 (SB) |
| 12                 | Yurika Nakamura          | 15 min 13 s 01 (PB) |
| 13                 | Alemitu Bekele           | 15 min 18 s 18 (SB) |
| 14                 | Krisztina Papp           | 15 min 20 s 36      |
| 15                 | Zakia Mrisho Mohamed     | 15 min 31 s 73      |

## Séries
Les 5 premières de chaque série (Q) ainsi que les 5 meilleurs temps (q) se qualifient pour la finale. 
| Rang | Athlète               | Temps                 |
| ---- | --------------------- | --------------------- |
| 1    | Sentayehu Ejigu       | 15 min 17 s 64 Q      |
| 2    | Sylvia Jebiwott Kibet | 15 min 17 s 77 Q      |
| 3    | Meselech Melkamu      | 15 min 18 s 39 Q      |
| 4    | Krisztina Papp        | 15 min 19 s 90 Q (SB) |
| 5    | Sara Moreira          | 15 min 19 s 93 Q      |
| 6    | Yurika Nakamura       | 15 min 21 s 01 q (PB) |
| 7    | Julie Culley          | 15 min 32 s 33        |
| 8    | Natalya Popkova       | 15 min 32 s 62        |
| 9    | Inés Melchor          | 16 min 00 s 83        |
| 10   | Marriam Thole         | 17 min 12 s 21        |
|      | Elvan Abeylegesse     | DNS                   |

| Rang | Athlète                  | Temps                 |
| ---- | ------------------------ | --------------------- |
| 1    | Meseret Defar            | 15 min 16 s 46 Q      |
| 2    | Vivian Cheruiyot         | 15 min 16 s 59 Q      |
| 3    | Iness Chepkesis Chenonge | 15 min 18 s 40 Q      |
| 4    | Genzebe Dibaba           | 15 min 19 s 66 Q      |
| 5    | Alemitu Bekele           | 15 min 19 s 88 Q (SB) |
| 6    | Jennifer Rhines          | 15 min 20 s 20 q      |
| 7    | Silvia Weissteiner       | 15 min 20 s 88 q      |
| 8    | Yuriko Kobayashi         | 15 min 23 s 96 q (SB) |
| 9    | Zakia Mrisho Mohamed     | 15 min 25 s 09 q (SB) |
| 10   | Elizaveta Grechishnikova | 15 min 53 s 41        |
| 11   | Judith Plá               | 15 min 54 s 32        |
| 12   | Pauline Niyongere        | 16 min 33 s 77 (PB)   |

## Légende
Records et Performances
- AR : Record continental (area record)
- CR : Record des championnats (championship record)
- MR : Record du meeting (meet record)
- NR : Record national (national record)
- OR : Record olympique (olympic record)
- PR : Record paralympique (paralympic record)
- PB : Record personnel (personal best)
- SB : Meilleure performance personnelle de la saison (season's best)
- WL : Meilleure performance mondiale de l'année (world leader)
- WJR : Record du monde junior (world junior record)
- WR : Record du monde (world record)

Circonstances et Conditions
- DNF : N'a pas terminé (did not finish)
- DNS : N'a pas pris le départ (did not start)
- DQ : Disqualification (disqualification)
- NM : Aucun essai valable enregistré (No Mark)
- Q : Qualifié « directement » au prochain tour (ou à la prochaine compétition), lors d'une compétition majeure, grâce au classement ou à la réalisation des minima (automatic qualifier)
- q : Qualifié au prochain tour (ou à la prochaine compétition), lors d'une compétition majeure, grâce au repêchage ou à la réalisation de l'une des meilleures performances parmi celles des « non qualifiés directement » (grâce au meilleur temps ou à la meilleure distance par exemple) (secondary qualifier)